# Mięsień gnykowo-językowy
Mięsień gnykowo-językowy (łac. musculus hyoglossus) – cienki, czworokątny mięsień  nieregularnego kształtu, którego przyczep początkowy leży na podstawie i wyrostkach, u człowieka na trzonie i rogach większych kości gnykowej . Włókna mięśniowe kierują się stamtąd na skos do góry i przodu, wnikając w język. Przyczep końcowy na bocznej części rozcięgna językowego . Sięga on wierzchołka języka.
Jego działanie polega na chowaniu wysuniętego języka i przybliżaniu grzbietu języka do dna jamy ustnej . Działanie to jest antagonistyczne w stosunku do czynności mięśnia bródkowo-językowego.

## Topografia u człowieka
U człowieka zaliczany jest do mięśni zewnętrznych języka. Przyśrodkowo od mięśnia gnykowo-językowego przebiega tętnica językowa i nerw językowy. Bocznie leży mięsień żuchwowo-gnykowy, mięsień rylcowo-gnykowy, tylny brzusiec mięśnia dwubrzuścowego, nerw podjęzykowy oraz przewód Whartona. Pomiędzy mięśniem gnykowo-językowym i bródkowo-gnykowym a znajdującym się powyżej mięśniem podłużnym dolnym języka, w tzw. bruździe językowej bocznej, biegnie gałąź głęboka tętnicy językowej .